# Dún Laoghaire

Sandycove - De martellotoren ligt rechts

Dún Laoghaire  is een Ierse stad ten zuiden van Dublin, aan Dublin Bay. 
In de moderne vereenvoudigde Ierse spelling zou men Dún Laoire moeten schrijven, maar voor de plaatsnaam is de oude spelling gehandhaafd. In het Engels schrijft men soms Dunleary en daarmee is de uitspraak duidelijk: ongeveer als "doen leerji".
De stad is voornamelijk bekend als haven van de veerdiensten naar Holyhead in Wales en Liverpool in Engeland. Verder is het de thuishaven van een aantal grote jacht- en zeilclubs. De haven heeft twee pieren, waarvan met name de oostpier in trek is voor recreatie.
Op enige minuten lopen van de haven ligt de martellotoren die wereldberoemd is geworden als locatie in het boek Ulysses van James Joyce.
In 1821 werd de stad officieel omgedoopt in Kingstown ter ere van een bezoek van de Britse koning George IV. Honderd jaar later kreeg de stad zijn oorspronkelijke naam weer terug. Deze naam is afkomstig van koning Laoghaire mac Néill (5e eeuw), die als eerste Sint Patrick toestemming zou hebben gegeven het christendom te prediken. Het woord dún betekent fort. 
Veel locaties in de regio zijn bereikbaar via het uitgebreide busnet en er is ook een station van de DART.

## Stedenbanden
Dún Laoghaire heeft een stedenband met:
- Brest (Frankrijk), sinds 1984

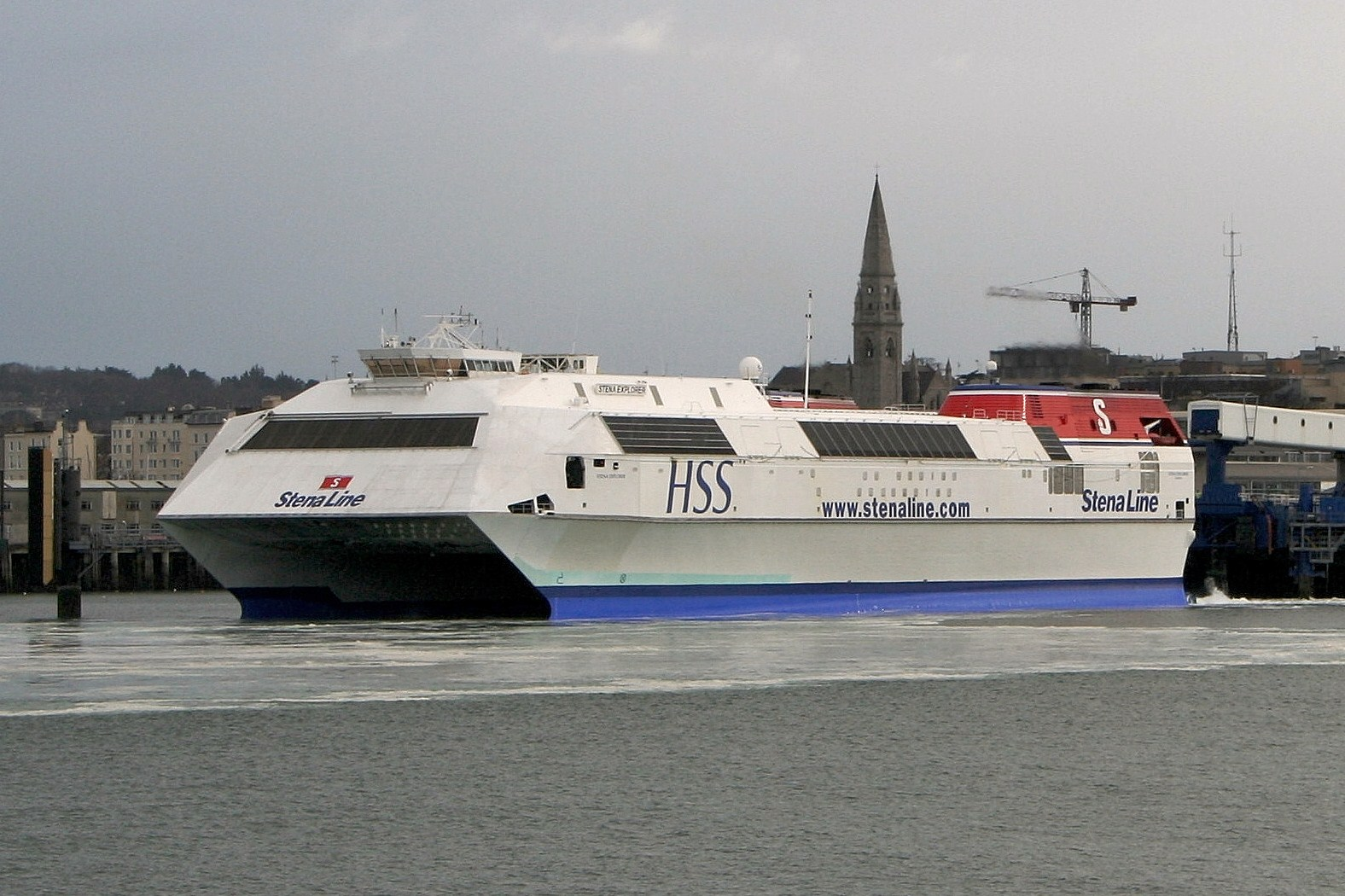
HSS Stena Explorer

## Geboren
- Ronnie Drew (1934-2008), zanger, gitarist, oprichter van The Dubliners
- Yvette van Boven (1968), Nederlands kokkin, schrijfster en tv-presentatrice